# Веллуру (округ)
Веллур (англ. Vellore, там. வேலூர் மாவட்டம் Vēlūr [ˈʋeːluːɾ]) — округ в индийском штате Тамилнад. Образован 30 сентября 1989 года в результате разделения округа Северный Аркот на два самостоятельных округа — Северный Аркот-Амбедкар и Тируваннамалай. В 1996 году округ Северный Аркот-Амбедкар был переименован в Веллуру. Административный центр — город Веллуру. Площадь округа — 6077 км².

## География

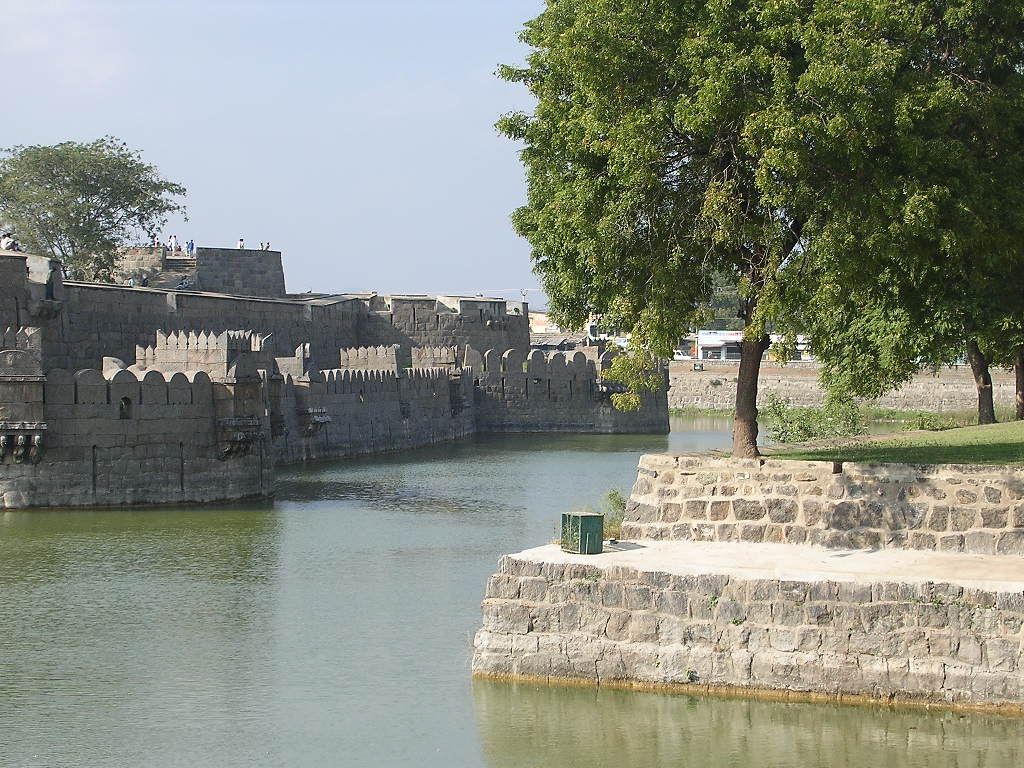
Форт Веллор

Расположен в северной части Тамилнада. Веллуру граничит со штатом Андхра-Прадеш (на севере и северо-западе), а также с тамильскими округами: Тируваллур и Канчипурам (на востоке), Тируваннамалай (на юге) и Кришнагири (на юго-западе). Средний годовой уровень осадков составляет около 795 мм, из которых около 535 мм выпадает во время действия северо-восточного муссона и 442 мм — в ходе действия юго-западного муссона.

## Население
Население округа по данным переписи 2011 года составляет 3 928 106 человек. Плотность населения — 646 чел/км². За период с 2001 по 2011 год рост населения составил 12,96 %. Гендерный состав включает 1004 женщина на 1000 мужчин; уровень грамотности — 79,65 %.
По данным прошлой переписи 2001 года население округа составляло 3 477 317 человек, уровень грамотности составлял 72,4 %, а доля городского населения — 37,6 %. Индуизм исповедуют 86,76 % населения округа; ислам — 10,09 %; христианство — 2,95 %; другие религии — 0,2 %. Основной язык населения — тамильский, имеется значительное телугуязычное меньшинство. Среди мусульман округа распространён также язык урду.